# Скригнатка синя
Скригнатка синя (Passerina caerulea) — вид горобцеподібних птахів родини кардиналових (Cardinalidae).

## Поширення
Гніздовий ареал птаха включає Мексику та більшу частину США. Під час зимівлі він трапляється на півдні США, в Мексиці, Центральній Америці та островах Карибського басейну. Мешкає на ділянках відносно відкритої рослинності, у галерейних лісах, чагарниках, невеликих лісах і культурних угіддях.

## Опис
Дрібний птах завдовжки від 15 до 19 см. Має товстий трикутний дзьоб. Самці темно-сині, з чорними крилами з двома червоно-коричневими смугами; мають блідо-сірий дзьоб. Самиці блискучі коричневі, темніші на спині і крилах також з двома червонуватими смужками. Незрілі самці коричневі з блакитними плямами.

## Спосіб життя
Харчується різноманітним насінням (міцний дзьоб дозволяє розкрити навіть найміцніше насіння), комахами та фруктами. Він гніздиться на кущах або деревах, зазвичай на висоті від 1 до 3 м над землею, а чашоподібне гніздо складається з трав і гілок.

## Підвиди
Виділяються сім підвидів:
- P. c. caerulea (Linnaeus, 1758) — південний схід і південь центральної частини США
- P. c. interfusa (Dwight & Griscom, 1927) — захід центральної частини США та північ Мексики
- P. c. salicaria (Grinnell, 1911) — південний захід США та північний захід Мексики
- P. c. eurhyncha (Coues, 1874) — центральна і південна Мексика
- P. c. chiapensis (Nelson, 1898) — південна Мексика та Гватемала
- P. c. deltarhyncha (Van Rossem, 1938) — західна Мексика
- P. c. lazula (Lesson, R, 1842) — від півдня Гватемали до північного заходу Коста-Рики.